# Siska (Colombie-Britannique)
Pour les articles homonymes, voir Siska.
Siska est un village situé dans la province de la Colombie-Britannique, dans le centre-sud.